# Schmuckfeilenfisch
Der Schmuckfeilenfisch (Chaetodermis penicilligerus) lebt im Meer um den Malaiischen Archipel, vor Malaysia, nördlich bis vor den Küsten des südlichen Japan und südlich bis zum Great Barrier Reef in Australien. Er bevorzugt Lagunen mit reichlichem Algenbewuchs und Seegraswiesen in Tiefen von 3 bis 25 Metern. Die Fische schwimmen nur langsam, leben als Einzelgänger oder paarweise. Schmuckfeilenfische ernähren sich von Korallenpolypen, kleinen Wirbellosen und von Algen.

## Merkmale
Schmuckfeilenfische werden 30 Zentimeter lang und haben einen sehr hochrückigen, seitlich abgeflachten Körper, der von allerlei verzweigter Hautanhängsel bedeckt ist. Dadurch werden die Körperkonturen aufgelöst (Somatolyse). Der Kopf ist groß, das Maul endständig. Die Grundfärbung ist sandfarben oder grau; schmale schwarze Längslinien und vereinzelte Zonen mit kleinen blauen Punkten bedecken die Flanken.
Flossenformel: Dorsale II/25–26, Anale 23–24